# Cascades Kaieteur
Les cascades Kaieteur són la caiguda d'aigua més gran del món. Situades al riu Potaro, al parc nacional de Kaieteur, es troba en una secció de la selva amazònica inclosa a la regió de Potaro-Siparuni de Guyana, a l'Amèrica del Sud. Té 226 metres d'alçada. Després flueix per una sèrie de cascades abruptes que, si s'inclouen a les mesures, fan que l'alçada total sigui de 251 metres. Tot i que moltes caigudes tenen una alçada més gran, poques tenen la combinació d'alçada i volum d'aigua, i Kaieteur es troba entre les cascades més potents del món amb un cabal mitjà de 663 metres cúbics per segon.
Les cascades Kaieteur són unes quatre vegades i mitja l'alçada de les cascades del Niàgara, a la frontera entre Canadà i els Estats Units, i aproximadament el doble de les cascades Victòria, a la frontera de Zàmbia i Zimbàbue, a l'Àfrica. És tracta d'una única cascada.
Riu amunt des de les cascades, l'altiplà de Potaro s'estén fins a l'escarpa llunyana de la serralada de Pacaraima. El riu Potaro desemboca al riu Essequibo, que és el 34è riu més llarg d'Amèrica del Sud i el riu més llarg de Guyana.

## Història i descoberta
Les cascades van ser redescobertes pels europeus el 1870 per un grup liderat per Charles Barrington Brown, un geòleg britànic nomenat com a agrimensor del govern a la colònia de la Guaiana Britànica. Brown i el seu soci James Sawkins havien arribat a Georgetown l'any 1867, i tot i que cartografiaven i preparaven informes geològics junts, alguns treballs els van realitzar en expedicions separades, i Sawkins no estava present quan Brown va descobrir les cascades. En aquest moment, Brown no va tenir temps d'investigar de prop les cascades, així que va tornar un any després per fer mesures exhaustives.
El llibre de Brown Canoe and Camp life in British Guiana es va publicar el 1876. Dos anys més tard, el 1878, va publicar Fifteen Thousand Miles on the Amazon and its afluents.